# Заноге
Заноге е село в Западна България. То се намира в Община Своге, Софийска област.

## География
Село Заноге се намира в планински район.

## История

### древна история
За човешката дейност по тези места свиделстват останките от древни укрепления в близост до съвременните махали Мъртвинките и Царина. Тези укрепления са служели за охрана на един от пътищата от Мизия за Сердика. Около тях са намирани върхове от стрели и парчета от глинени съдове.
В местността Грънчар също са намирани перчета от глинени съдове, от където носи и името си.
Имало е също останки от стара черковна сграда в местността Манастиро, но са унищожени, понеже местността е разорана
В селското Гробище има надгробен камък, на който е изписано 701 г., но вероятно става въпрос за 1701, понеже гробът е християнски.
През 1934 год, са намерени глинени тръби в местността Чешмата, но не е установено дали са от римско, или османско време.

### зараждане на селото
Предполага се че селото се е развило в годините на националноосвободителната борба, и особено след Априлското въстание. Вероятно е основано от бежанци.
Не се знае кога е обявено за село, но в картите от преди 90 – 100 год фигурира като „колиби“

### след Освобождението
Селото е било към Искрецка, Врачанска, Софийска и Свогенска околия.
За кратко време през 90те години на XIX век e носело името Салабашево.
След Първата световна война започва преселване от Заноге в с. Памукчии, с. Стан

след 1937 – Нови Пазар, Габровница, Враца, София и др.
след кооперирането (8 март 1958) – София, Своге, Нови Искър, Нови пазар, Шумен, с. Макак (дн. квартал на Шумен), Враца, Церово и др.
По данни от преброяването преди Втората световна война наброява 150 къщи или малко под 1000 жители.

## Културни и природни забележителности

### училище
Основано е през 1890 г., когато селото е част от община Зимевица с кмет Гелко Коларов.

В продължение на 15 год, просъществува и второ училище, първо в частна къща, после в общинска сграда.
Закрито е през 1970 г.

### име
Името призлиза от това, че до селото се е достигало само „нога за нога“ т.е стъпка по стъпка.

### други
В селото има софийско и врачанско влияние. Облеклото, песните и хората са близки до тези в Софийско, но диалектът е по-близо до врачанския

## Други
От с. Заноге е родом военнопленника от Междусъюзническтата война 1913 г. загинал на о. Трикери-Манол Станков. Единственият на когото, по спомените на Владимир Сис, е било издялано името на каменен кръст.
„Пред един кръст аз се спирам, учуден и изненадан. Единственият каменен кръст. С каква мъка, с какво трогателно търпение трябва да е бил издялан той! Чета: „Манол Станков от Заноге (околия Вратчанска)“ – Редник, подофицер или нещо друго? Офицер не е, защото българските офицери бяха изпратени някъде в пелопонеските градове. Но тоя, който е положил толкова труд, за да издяла каменния кръст, той е обичал много, твърде много покойника. Войната на Балканите беше една колосална, жестока война. И народът, който беше най-героичен и стихиен в своя полет, беше и най-нещастен. Какви поразителни трагични случаи имаше в тая война. Боже мой, в тия буйни полкове се биеха рамо до рамо по няколко еднородни братя, баща със своя син – юноша, напуснал ученическата скамейка. Манол Станков! Може би това е единствен син на баща, също войник. Може би те наедно, под сянката на своето знаме, са видели не едно сражение и не една победа и най-после тук, в тоя пустинен остров, далеч от родний край, младият момък, крехкият, девствен живот е угаснал на бащините гърди... Или това може би е малък брат, обичан и ласкан, подобно на кроткия Венеамин в библейската легенда – и умрял в ръцете на възрастните си братя? Кой знай? Кой ще ми отговори? Но аз чувствувам, че под тоя каменен кръст, грижливо и дълго дялан под град от сълзи, под него е оставено същество много скъпо, много обично... Народ велик в своя героизъм, в своето нещастие и в своята скръб!...“
Из книгата на Владимир Сис „Гробовете на Трикери“.